# Zidedê-do-nordeste
Zidedê-do-nordeste (nome científico: Terenura sicki) é uma espécie de ave passeriforme da família Thamnophilidae. É uma espécie endêmica do Brasil, encontrada na Mata Atlântica de Alagoas e Pernambuco.